# Alexander Serov
Pour les articles homonymes, voir Serov.
Aleksandr Sergueïevitch Serov (en russe : Александр Сергеевич Серов), né le 12 novembre 1982 à Vyborg, est un coureur cycliste russe. Il est actuellement directeur sportif de l'équipe Gazprom-RusVelo.

## Biographie
Au mois d'octobre 2016, il met un terme à sa carrière de coureur cycliste et intègre l'encadrement technique de l'équipe continentale professionnelle russe Gazprom-RusVelo.

## Palmarès sur route

### Par années
- 2006
  - Paris-Mantes-en-Yvelines
- 2007
  - 3e étape du Tour de Grande-Bretagne
- 2011
  - 4e étape de la Flèche du Sud
  - 3e du Tour de Chine
- 2012
  - 2e étape du Tour de Murcie (contre-la-montre)
- 2013
  - 1re étape du Tour du Portugal
  - 5e étape du Tour du Costa Rica
- 2016
  - 1reb étape de la Semaine internationale Coppi et Bartali (contre-la-montre par équipes)

### Résultats sur les grands tours

#### Tour d'Italie
3 participations
- 2008 : 124e
- 2009 : 117e
- 2016 : 128e

### Classements mondiaux
| Année            | 2005 | 2006 | 2007 | 2008 | 2009 | 2010 | 2011 | 2012 | 2013 | 2014 |
| ---------------- | ---- | ---- | ---- | ---- | ---- | ---- | ---- | ---- | ---- | ---- |
| UCI Asia Tour    |      |      |      |      |      |      | 55e  | 262e |      |      |
| UCI Europe Tour  | 758e | 323e | 566e | 583e |      |      | 947e | 535e | 437e | 972e |
| UCI Oceania Tour |      |      |      |      |      |      |      | 49e  |      |      |

## Palmarès sur piste

### Jeux olympiques
- Londres 2012
  - 4e de la poursuite par équipes

### Championnats du monde
- Apeldoorn 2011
  -  Médaillé d'argent en poursuite par équipes
- Melbourne 2012
  - 4e de la poursuite par équipes
- Minsk 2013
  - 5e de la poursuite par équipes
  - 6e de la poursuite individuelle
- Cali 2014
  - 4e de la poursuite par équipes
  - 6e de la poursuite individuelle
  - 9e de l'américaine
- Saint-Quentin-en-Yvelines 2015
  - 4e de la poursuite individuelle
  - 5e de la poursuite par équipes
- Londres 2016
  - 5e de la poursuite par équipes

### Championnats du monde juniors
- 2000
  -  Médaillé de bronze en poursuite juniors
  -  Médaillé de bronze en poursuite par équipes juniors

### Coupe du monde
- 2002
  - 1er de la poursuite par équipes à Moscou (avec Alexei Markov, Sergueï Klimov et Denis Smyslov)
- 2003
  - 1er de la poursuite par équipes à Moscou (avec Alexei Markov, Sergueï Klimov et Nikita Eskov)
- 2004-2005
  - 3e de la poursuite par équipes à Moscou
- 2005-2006
  - 1er de la poursuite par équipes à Los Angeles (avec Ivan Rovny, Sergueï Klimov, Nikolay Trusov)
  - 2e de la poursuite par équipes à Moscou
  - 3e de la poursuite à Moscou
- 2006-2007
  - Classement général de la poursuite
  - 1er de la poursuite à Sydney
  - 1er de la poursuite par équipes à Sydney (avec Ivan Rovny, Mikhail Ignatiev, Nikolay Trusov)
  - 2e de la poursuite à Manchester
  - 2e de la poursuite par équipes à Moscou
- 2007-2008
  - 3e de la poursuite à Sydney
  - 3e de la poursuite à Pékin
- 2010-2011
  - 1er de la poursuite par équipes à Pékin (avec Ievgueni Kovalev, Alexei Markov et Alexander Khatuntsev)
  - 2e de la poursuite par équipes à Melbourne
- 2011-2012
  - 1er de la poursuite par équipes à Astana (avec Ivan Kovalev, Alexey Markov et Ievgueni Kovalev)
  - 1er de la poursuite par équipes à Pékin (avec Ivan Kovalev, Alexey Markov et Ievgueni Kovalev)
  - 2e de la poursuite par équipes à Melbourne
- 2012-2013
  - 1er de la poursuite par équipes à Aguascalientes (avec Ievgueni Kovalev, Ivan Savitskiy et Nikolay Zhurkin)
- 2013-2014
  - 2e de la poursuite à Manchester
  - 3e de l'américaine à Aguascalientes
- 2015-2016
  - 1er de la poursuite par équipes à Cali (avec Dmitriy Sokolov, Sergey Shilov et Kirill Sveshnikov)

### Championnats d'Europe
| Juniors et Espoirs - Moscou 2003 - Médaillé d'argent de la poursuite espoirs - Valence 2004 - Médaillé d'argent de la poursuite espoirs | Élites - Pruszków 2010 - Médaillé d'argent de la poursuite par équipes - Panevėžys 2012 - Champion d'Europe de poursuite par équipes (avec Artur Ershov, Valery Kaykov et Alexei Markov) - Apeldoorn 2013 - Médaillé d'argent de la poursuite par équipes - Baie-Mahault 2014 - Médaillé de bronze de la poursuite par équipes |

### Championnats de Russie
- 2011
  -  Champion de Russie de poursuite par équipes (avec Ievgueni Kovalev, Alexei Markov et Ivan Kovalev)
  -  Champion de Russie de course à l'américaine (avec Alexei Markov)
  - 2e de l'omnium
- 2013
  -  Champion de Russie de poursuite par équipes (avec Artur Ershov, Ievgueni Kovalev et Ivan Savitskiy)